# Hvor' vi fra? (sang)
"Hvor' vi fra?" er en dansk sang fra 2004 af Landsholdet med Safri Duo, Birthe Kjær og B-Boys. Sangen var landsholdets officielle fodboldsang ved EM i 2004.